# Baccharis longoattenuata
Baccharis longoattenuata là một loài thực vật có hoa trong họ Cúc. Loài này được A.S. Oliveira mô tả khoa học đầu tiên năm 2006.